# 3 (singel Britney Spears)
3 – pierwszy singel Britney Spears z jej drugiej kompilacji The Singles Collection. Utwór został wydany 29 września 2009 roku. Tego dnia miał swoją premierę w radiu Z100 New York. Jego producentem jest Max Martin, odpowiedzialny także za wcześniejsze utwory Britney, takie jak: „…Baby One More Time”, „Oops!...I Did It Again”, „Stronger” oraz „If U Seek Amy”. Spears nagrała tę piosenkę w lipcu 2009 roku, podczas pobytu w Szwecji w trakcie swojej trasy koncertowej „The Circus Starring: Britney Spears” po Europie.

## Krytyczna reakcja
Po debiucie, utwór „3” został pozytywnie przyjęty przez krytyków, którzy docenili przede wszystkim szybkie tempo muzyczne przechodzące w wolne, chwytliwy refren oraz electropopowy klimat piosenki. Jednakże stwierdzono, iż tekst tego utworu ma podtekst seksualny, podobnie jak poprzedni singel Spears, „If U Seek Amy”. Nawiązuje on do triolizmu, czyli współżycia ze sobą trzech osób, które potocznie nazywamy „trójkątem”.

## Listy przebojów
| Państwo           | Notowanie (2009)                 | Pozycja | Sprzedaż singla | Certyfikat |
| ----------------- | -------------------------------- | ------- | --------------- | ---------- |
| Kanada            | Canadian Hot 100                 | 1       |                 |            |
| Meksyk            | Mexico Hot 100                   | 1       |                 |            |
| Stany Zjednoczone | U.S. Billboard Hot 100           | 1       | 1.571.922+      | Platyna    |
| Brazylia          | Brazylia Singles Chart           | 1       |                 |            |
| Filipiny          | Monster Radio RX 93.1 Charts     | 2       |                 |            |
| Australia         | Australian ARIA Singles Chart    | 6       | 58,000          | Złoto      |
| Nowa Zelandia     | Top 40 Singles                   | 12      |                 |            |
| Turcja            | NUMBER1 TOP 40                   | 1       |                 |            |
| Rosja             | Russian Federation Singles Chart | 11      |                 |            |
| Korea Południowa  | South Korean Singles Charts      | 1       |                 |            |
| Belgia            | Top 50 Singles                   | 8       |                 |            |
| Japonia           | Japan Hot 100                    | 29      |                 |            |
| Cypr              | Top 50 Singles                   | 1       |                 |            |
| Dania             | Danish Singles Chart             | 15      |                 |            |
| Finlandia         | Finland Singles Top 20           | 6       |                 |            |
| Francja           | French Singles Chart             | 10      |                 |            |
| Norwegia          | Norwegian Singles Chart          | 10      |                 |            |
| Szwecja           | Swedish Singles Chart            | 2       |                 |            |
| Wielka Brytania   | UK Singles Chart                 | 7       |                 |            |
| Szwajcaria        | Swiss Singles Chart              | 12      |                 |            |
| Hiszpania         | Spanish Singles Chart            | 38      |                 |            |
| Włochy            | Italian Singles Chart            | 19      |                 |            |
| Czechy            | Czech Airplay Chart              | 10      |                 |            |
| Irlandia          | Irish Singles Chart              | 6       |                 |            |
| Niemcy            | German Singles Chart             | 18      |                 |            |
| Holandia          | Nederlandse Single Top 100       | 6       |                 |            |
| Szwajcaria        | Swiss Singles Chart              | 8       |                 |            |
| Bułgaria          | Bulgarian Singles Chart          | 10      |                 |            |
| Austria           | Austrian Singles Chart           | 17      |                 |            |
| Europa            | Eurochart Hot 100 Singles        | 14      |                 |            |
| Świat             | United World Chart               | 2       | 2,449,000+      |            |

### United World Chart[4]
| Pozycja (Sprzedaż tygodniowa) | 2 (244,000) | 5 (203,000) | 11 (165,000) | 9 (175,000) | 7 (193,000) | 5 (237,000) | 8 (211,000) | 9 (204,000) | 9 (175,000) | 10 (156,000) | 14 (139,000) | 13 (186,000) | 14 (161,000) | 15 (129,000) | 19 (109,000) | 29 (94,000) | 33 (81,000) |
| Sprzedaż całkowita            | 244,000+    | 447.000+    | 612.000+     | 787.000+    | 980.000+    | 1,217,000+  | 1,428,000+  | 1,632,000+  | 1,807,000+  | 1,963,000+   | 2,102,000+   | 2,288,000+   | 2,499,000+   | 2,628,000+   | 2,737,000+   | 2,831,000+  | 2,912,000+  |

## Wydanie singla
| Region                           | Data                | Format           |
| -------------------------------- | ------------------- | ---------------- |
| Świat                            | 29 września 2009    | Radio            |
| Irlandia                         | 2 października 2009 | Radio            |
| Włochy Szwajcaria                | 3 października 2009 | Radio            |
| Francja Dania Finlandia Norwegia | 5 października 2009 | Digital download |
| Ameryka Północna                 | 6 października 2009 | Digital download |
| Polska                           | 9 października 2009 | Radio            |
| Niemcy                           | 13 listopada 2009   | singel CD        |
| Wielka Brytania                  | 16 listopada 2009   | singel CD        |